# Konrad Črnologar
Konrad Črnologar, slovenski učitelj in zgodovinsko-topografski raziskovalec, * 21. november 1860, Peščenik, † 8. april 1904, Šmarje - Sap.

## Življenje in delo
Črnologar je bil izučen knjigovez, kjer pa je pokazal veliko veselja do risarstva in rezbarstva, so ga poslali na ljubljansko učiteljišče; tam sta nanj spodbudno vplivala zlasti Levec in Kozina, ter pozneje pri arheoloških izkopavanjih S. Rutar. Kot učitelj je služboval v Podgabru, Šentvidu pri Stični in v Šmarju - Sapu.
Umetnostno-zgodovinske in topografske prispevke je objavljal v domačem tisku in dunajskem Mitteilungenu, listu dunajske Centralne komisije za varstvo zgodovinskih spomenikov, ki ga je imenovala za svojega konservatorja v višnjegorskem okraju. Zaradi pomanjkljivega znanja so njegovi spisi omejeni predvsem na ugotovitev zunanjih oblik. Črnologar je preiskal in opisal večino umetnostno-zgodovinskih spomenikov po cerkvah, gradovih in krajih v okolici Višnje Gore, Stične, Šentvida pri Stični Trebnjega in Novega mesta ter rešil marsikatero umetnino in podatek o njej pozabljenja. Ukvarjal pa se je tudi s preučevanjem arhivskih listin in o tem napisal vrsto izpiskov iz višnjegorskega mestnega arhiva, dalje podatke o cehih in privilegijih nekaterih trgov in mest, o knjižnicah in knjigah ter nekaterih zanimivostih iz domače zgodovine.

## Zunanje povetave
- Mal Josip. »Črnologar Konrad«. Slovenski biografski leksikon. Ljubljana: ZRC SAZU, 2013 – prek Slovenska biografija.

1. 1 2 3 4  Slovenska biografija — Znanstvenoraziskovalni center Slovenske akademije znanosti in umetnosti. — ISSN 2350-5370